# Bocatherium
Bocatherium fue un género extinto de terápsidos del Jurásico Inferior de la Formación La Boca en Tamaulipas, México.